# مشاهده پنهانی
مشاهده پنهانی (به انگلیسی: Covert Participant Observation) یک روش‌ تحقیق کیفی و نوعی از مشاهده است.
در این روش، جمع آوری اطلاعات بدون آگاهی و موافقت صریح جامعه مورد مطالعه انجام می‌شود و درواقع محقق، نقش خود را به عنوان محقق فاش نمی‌کند. این روش ممکن است به این دلیل استفاده شود که تحقیق در جامعه مورد نظر به طور معمول ممنوع است، یا اطمینان حاصل شود که اطلاع از حضور محقق بر رفتار افراد مشاهده شده تأثیر نمی‌گذارد یا به عبارت دیگر، جامعه مورد مطالعه درگیر اثر هاثورن نشود.